# Frédéric Hulot
Pour les articles homonymes, voir Hulot.
Frédéric Hulot (1927-2017) est un romancier et historien français, connu notamment pour ses biographies de maréchaux d'Empire.

## Œuvres
- 1960 : Le Tonnerre de Brest, roman, 223 p., Calmann-Lévy.
- 1961 : Le Cargo assassiné, roman.
- 1983 : L'Homme au cheval gris, roman historique, Pygmalion  (ISBN 978-2-85704-153-5) (Grand prix Jules-Verne décerné par l'Académie de Bretagne en 1984).
- 1986 : La Rançon de la gloire, roman historique, Pygmalion  (ISBN 978-2-85704-218-1).
- 1989 : Le Maréchal de Saxe, 311 p., Pygmalion  (ISBN 978-2-85704-295-2) / réédition : Pygmalion, 1997  (ISBN 978-2-85704-295-2) (voir Maurice de Saxe).
- 1990 : Les Chemins de fer de la France d'Outre-mer, 460 p., éd. La Régordane  (ISBN 978-2-90698-405-9).
- 1996 : Duquesne, le cent diables, 257 p., Pygmalion  (ISBN 978-2-85704-491-8) (voir Abraham Duquesne).
- 1997 : Suffren, l'Amiral satan. 1729-1788, 266 p., Pygmalion  (ISBN 978-2-85704-426-0) (voir Pierre André de Suffren).
- 1998 : Murat. La chevauchée fantastique, 317 p., Pygmalion  (ISBN 978-2-85704-536-6) (voir Joachim Murat).
- 1999 : La Louve de l'Atlantique, roman historique, 365 p., Pygmalion  (ISBN 978-2-85704-587-8).
- 2000 : Le Maréchal Ney, 270 p., Pygmalion  (ISBN 978-2-85704-666-0) (voir Michel Ney).
- 2000 : Le Général Moreau. Adversaire et victime de Napoléon, 230 p., Pygmalion  (ISBN 978-2-85704-722-3) (voir Jean Victor Marie Moreau).
- 2003 : Le Maréchal Davout, 265 p., Pygmalion  (ISBN 978-2-85704-792-6) (voir Louis Nicolas Davout).
- 2004 : Le Maréchal Soult, 253 p., Pygmalion  (ISBN 978-2-70288-861-2) (voir Jean-de-Dieu Soult).
- 2005 : Le Maréchal Masséna, 348 p., Pygmalion  (ISBN 978-2-85704-973-9) (voir André Masséna).
- 2006 : Les Frères de Napoléon, 321 p., Pygmalion  (ISBN 978-2-75640-033-4).
- 2008 : Les Pagès, roman, 411 p., , Pygmalion.  (ISBN 978-2-75640-167-6).
- 2009 : Le Maréchal Suchet, 288 p., Pygmalion  (ISBN 978-2-75640-234-5) (voir Louis Gabriel Suchet).
- 2010 : Le Maréchal Jourdan, 281 p., Pygmalion  (ISBN 978-2-75640-299-4) (voir Jean-Baptiste Jourdan).
- 2010 : Le Maréchal Berthier, 312 p., Pygmalion  (ISBN 978-2-75640-374-8) (voir Louis-Alexandre Berthier).
- 2013 : Les Grands Maréchaux de Napoléon. Berthier, Davout, Jourdan, Masséna, Murat, Ney, Soult, Suchet, 1 711 p., Pygmalion  (ISBN 978-2-75641-170-5).